# Sân bay Bafoussam
Sân bay Bafoussam (IATA: BFX, ICAO: FKKU) là một sân bay ở Bafoussam, Cameroon.

## Hãng hàng không và điểm đến
| Hãng hàng không | Các điểm đến |
| --------------- | ------------ |
| Camair-Co       | Douala       |